# Elbe-klassen
Elbe-klassen (Type 404) er en type depotskibe – ofte omtalt som tendere, der hører til de forskellige eskadrer i den tyske flåde, hvor der er mindre enheder, der ikke kan klare sig i længere tid uden at skulle genforsyne. På grund af Elbe-klassen får disse enheder forøget deres operationalitet. 

## Kapaciteter
Elbe-klassen er i stand til at medbringe:
- 24 standard containere
- 700 m³ brændstof
- 60 m³ helikopterbrændstof
- 280 m³ ferskvand
- 160 tons ammunition
- 40 tons forsyninger

Elbe-klassen er desuden i stand til at aftage fra skibene:
- 5 tons affald
- 180 m³ spildevand
- 32 m³ spildoile

## Skibe i klassen
| Pnt. | Navn  | Kølen lagt        | Søsat             | Indgået            | Skæbne     | Kaldesignal |
| ---- | ----- | ----------------- | ----------------- | ------------------ | ---------- | ----------- |
| A511 | Elbe  | 11. maj 1992      | 28 januar 1993    | 24. juni 1993      | I tjeneste | DRHU        |
| A512 | Mosel | 22. juli 1992     | 29. december 1992 | 22. april 1993     | I tjeneste | DRHK        |
| A513 | Rhein | 7. oktober 1992   | 11. marts 1993    | 22. september 1993 | I tjeneste | DRHL        |
| A514 | Werra | 11. november 1992 | 17. juni 1993     | 9. december 1993   | I tjeneste | DRHM        |
| A515 | Main  | 3. august 1992    | 15. juni 1993     | 23. juni 1994      | I tjeneste | DRHN        |
| A516 | Donau | 25. juni 1993     | 24. marts 1994    | 22. november 1994  | I tjeneste | DRHO        |

De forskellige enheder af Elbe-klassen er tildelt til forskellige eskadrer:
| Navn  | Eskadre              | Placering  |
| ----- | -------------------- | ---------- |
| Elbe  | 7. hurtigbådseskadre | Warnemünde |
| Mosel | 5. MCM-eskadre       | Kiel       |
| Rhein | 3. MCM-eskadre       | Kiel       |
| Werra | 3. MCM-eskadre       | Kiel       |
| Main  | 1. ubådseskadre      | Egernførde |
| Donau | 1. korveteskadre     | Warnemünde |

## Galleri
- Tender A511 Elbe i Warnemünde.
- Tender A511 Elbe.
- Tender A513 Rhein i Egernførde
- MLG-27 fjernstyret maskinkanon ombord på FGS Rhein.

## Eksterne links
- AJ Cashmore: Elbe-klassen (Webside ikke længere tilgængelig)